# Heteronychia sisyphus
Heteronychia sisyphus är en tvåvingeart som först beskrevs av Zumpt 1952.  Heteronychia sisyphus ingår i släktet Heteronychia och familjen köttflugor. Inga underarter finns listade i Catalogue of Life.